# Transportes de Madrid

Zonas de tarifas para bilhetes de transporte em Madrid

Madrid tem uma rede de transportes bastante vasta e completa. Os vários meios de transporte, e respectivas infrastruturas, estão organizados de forma a reduzidir substancialmente o trânsito automóvel na capital, possibilitando uma rápida circulação, quer de quem circula dentro da cidade, quer de quem se desloca desde a periferia. O metro, o comboio e os autocarros são os mais importantes transportes públicos.

## Metro
O metro de Madrid serve os mais de três milhões habitantes e é uma das redes em maior expansão em todo o mundo. Tem uma ligação à rede que serve a zona sul da cidade, a Metrosur, e é actualmente o segundo maior sistema de metropolitano da Europa ocidental, sendo o primeiro o de Londres. É uma das maiores redes de metro do mundo, tanto pela sua extensão como pelo número de estações. Conta com 316 estações em 12 linhas mais um ramal. O sistema esta com 317 km de vias e opera 1.594 vagões (1.059 motrizes e 535 reboques).
| Linha | Linha                               | Comprimento      | Estações |
| ----- | ----------------------------------- | ---------------- | -------- |
| 1     | Pinar de Chamartín ↔ Valdecarros    | 23,9 km          | 33       |
| 2     | Las Rosas ↔ Cuatro Caminos          | 9,5 km           | 16       |
| 3     | Villaverde Alto ↔ Moncloa           | 16,4 km          | 18       |
| 4     | Argüelles ↔ Pinar de Chamartín      | 16,0 km          | 23       |
| 5     | Alameda de Osuna ↔ Casa de Campo    | 23,2 km          | 32       |
| 6     | Circular                            | 23,5 km          | 28       |
| 7     | Pitis ↔ Hospital del Henares        | 30,9 km          | 29       |
| 8     | Nuevos Ministerios ↔ Aeropuerto T4  | 16,5 km          | 8        |
| 9 *   | Mirasierra ↔ Arganda del Rey        | 20 + 18 km       | 22 + 4   |
| 10    | Hospital del Norte ↔ Puerta del Sur | 36,5 km          | 32       |
| 11    | Plaza Elíptica ↔ La Fortuna         | 5,3 km           | 6        |
| 12    | MetroSur                            | 41 km (circular) | 28       |
| R     | Ópera ↔ Príncipe Pío                | 1,1 km           | 2        |

Nota:

Mapa do metro de Madrid.

* Inclui a linha de Puerta de Arganda a Arganda del Rey (18 km, 4 estações)

## Comboios
A cidade tem uma rede de comboios urbanos, mas também duas redes a nível nacional, sendo uma delas de comboios de alta velocidade.

### Rede Cercanías
A Cercanías Madrid é a rede de comboios urbanos da Renfe. Serve de certa forma para complementar a rede de metropolitano pois cobre grande parte da Comunidade de Madrid; chega à maioria dos municípios da área metrolitana, estando ligado ao metro em mais de 20 estações.

Mapa da rede Cercanías.

| Linha | Percurso                                                | Comprimento (km) |
| C-1   | Alcalá de Henares/Alcobendas–San Sebastián de los Reyes | 56,5             |
| C-2   | Guadalajara/Atocha/Chamartín                            | 65,5             |
| C-3   | Atocha/Aranjuez                                         | 48,3             |
| C-3a  | Pinto/San Martín de la Vega                             | 15,1             |
| C-4   | Atocha/Parla                                            | 24,7             |
| C-5   | Móstoles–El Soto/Atocha/ Fuenlabrada/Humanes            | 45,1             |
| C-7a  | Alcalá de Henares/Atocha/Chamartín/Príncipe Pío         | 79,8             |
| C-7b  | Príncipe Pío/Atocha/Chamartín/Colmenar Viejo            | 30,5             |
| C-8   | Atocha/Chamartín/Villalba                               |                  |
| C-8a  | Atocha/Chamartín/El Escorial                            | 58,8             |
| C-8b  | Atocha/Chamartín/Cercedilla                             | 66,1             |
| C-9   | Cercedilla/Cotos                                        | 18,2             |
| C-10  | Villalba/Príncipe Pío/Atocha/Chamartín/Tres Cantos      | 79,1             |
| ----- | ------------------------------------------------------- | ---------------- |

### Rede Nacional

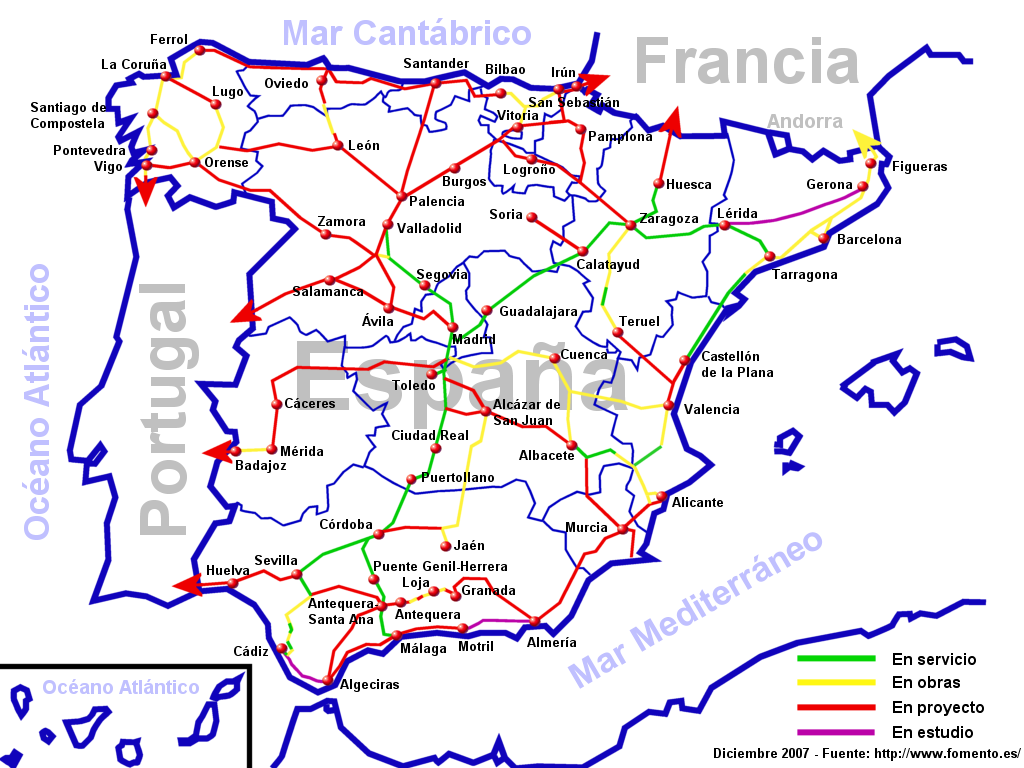
Rede de Alta Velocidade em Espanha.

Em paralelo com a rede Cercanías existe uma rede nacional de comboios. Em Madrid, os principais terminais são Atocha e Chamartín. Mais recentemente apareceu a jóia da coroa da rede de comboios espanhola - o Comboio de alta velocidade Alta Velocidad Española (AVE). Actualmente, prevê-se a construção de 7 000 km centrados em Madrid. Os principais objectivos são de juntar as cidades capitais de província. Algumas dessas linhas estão já em funcionamento.
| Ponto de Partida | Itinerário                                              | Itinerário                                              | Observações      |
| Madrid           | Ciudad Real - Puertollano - Córdova                     | Sevilha                                                 | em funcionamento |
| Madrid           | Ciudad Real - Puertollano - Córdova                     | Málaga                                                  | em funcionamento |
| Madrid           | Toledo                                                  | Toledo                                                  | em funcionamento |
| Madrid           | Talavera de la Reina - Mérida - Badajoz - Lisboa        | Talavera de la Reina - Mérida - Badajoz - Lisboa        | em construção    |
| Madrid           | Segóvia - Valladolid                                    | Segóvia - Valladolid                                    | em funcionamento |
| Madrid           | Guadalajara - Calatayud - Saragoça - Lérida - Tarragona | Guadalajara - Calatayud - Saragoça - Lérida - Tarragona | em funcionamento |
| Madrid           | Cuenca - Valência                                       | Cuenca - Valência                                       | em funcionamento |

## Autocarros

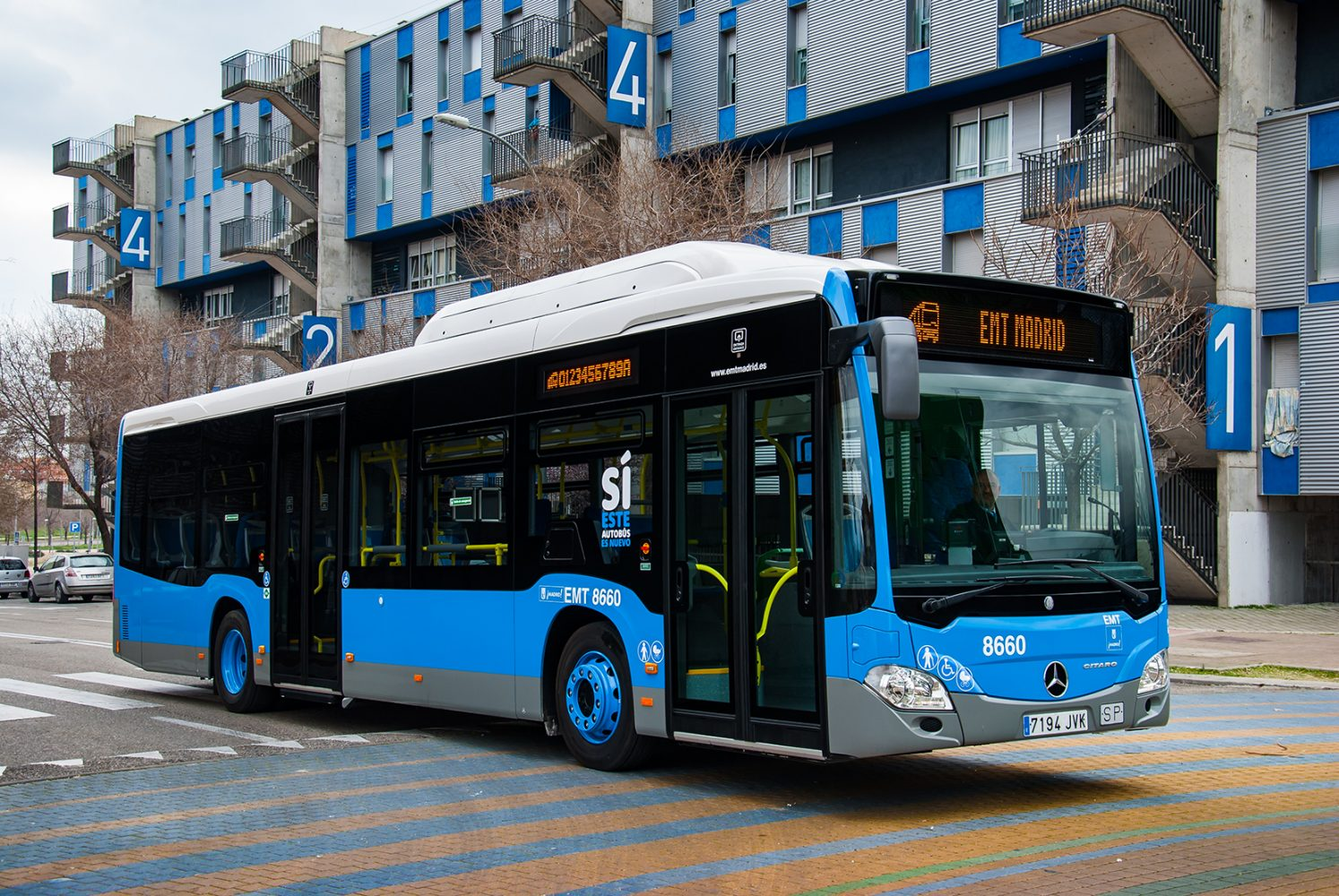
Autocarro da EMT.

Existe na cidade de Madrid uma rede de autocarros urbanos gerida pelo Consórcio de Transportes de Madrid e pela Empresa Municipal de Transportes de Madrid (EMT Madrid), que opera na cidade interagindo com os outros meios de transporte. Conta com mais de 1.994 veículos e 194 carreiras .

## Auto-estradas
No que diz respeito ao transporte privado, a cidade está ligada ao resto do país por várias auto-estradas que têm um percurso radial. As mais importantes são:
| Nome | Itinerário                                                          |
| ---- | ------------------------------------------------------------------- |
| A-1  | Madrid-Aranda de Duero-Burgos-Miranda de Ebro-Vitoria-San Sebastián |
| A-2  | Madrid-Saragoça-Lérida-Barcelona-Gerona-França                      |
| A-3  | Madrid-Valência                                                     |
| A-4  | Madrid-Córdova-Sevilha-Cádiz                                        |
| A-5  | Madrid-Mérida-Badajoz-Lisboa                                        |
| A-6  | Madrid-Medina del Campo-Benavente-Ponferrada-Lugo-Corunha           |
| A-42 | Madrid-Toledo                                                       |

Madrid tem ainda uma série de estradas circunvalatórias, tais como a M-30, que delimita a coroa central da cidade, a M-40 nos bairros residenciais da cidade, a M-45, que contorna o município, e a M-50, que percorre a área metropolitana. Estas auto-estradas servem para descongestionar o centro da cidade.

## Aeroporto

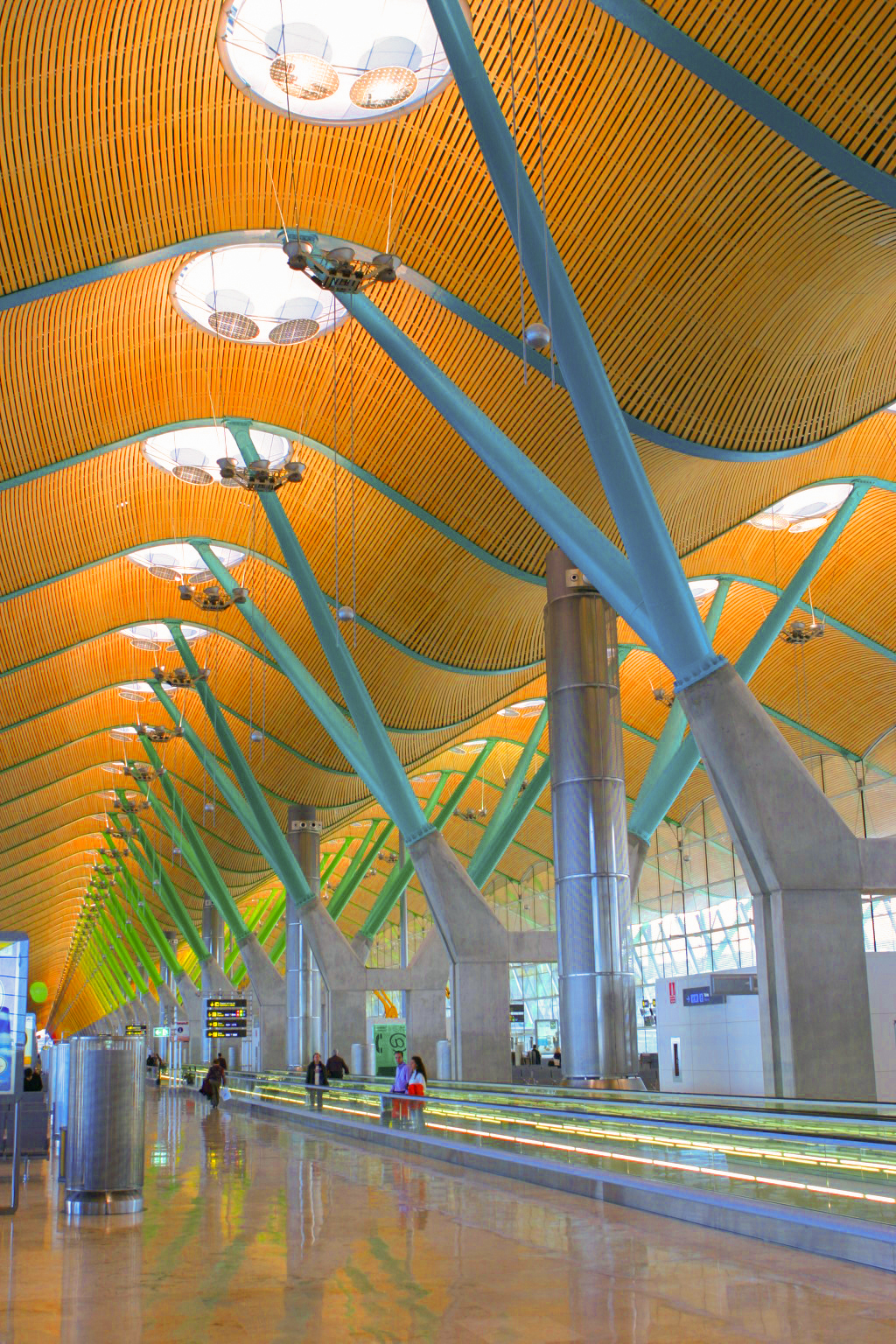
Novo terminal (T4) do Aeroporto Internacional de Barajas

Madrid é servida pelo Aeroporto Internacional de Barajas .  Barajas é o eixo principal da linhas aéreas Iberia.  É um dos principais aeroportos da Península Ibérica para a Europa e para o resto do mundo.  O volume de passageiros actual é de 50 milhões por ano, estando assim presente na lista dos vinte aeroportos mais agitados do mundo.  Com um crescimento anual de 10%, uns quarto e quinto terminais estão em processo de construção. É esperada uma redução dos atrasos e o dobro da capacidade do aeroporto. Duas novas pistas de aterragem-descolagem estão também a ser construídas, fazendo de Barajas um aeroporto de quatro pistas.